# Championnat des îles Féroé de football 1999
Navigation
Saison précédente Saison suivante
La saison 1999 du Championnat des îles Féroé de football était la 58e édition de la première division féroïenne à poule unique, la 1. Deild. Les dix meilleurs clubs du pays jouent les uns contre les autres à deux reprises durant la saison, à domicile et à l'extérieur. En fin de saison, le dernier du classement est relégué et remplacé par le champion de 2. Deild, tandis que l'avant-dernier dispute un barrage de promotion-relégation face au vice-champion de deuxième division.
Cette saison voit le sacre du KÍ Klaksvík en championnat. Le club termine en tête du classement final, avec 2 points d'avance sur le GI Gota et 3 sur le B36 Tórshavn. C'est le 17e titre de champion des îles Féroé du KI, qui réalise même le doublé en battant le B36 Tórshavn en finale de la Coupe des îles Féroé. Le tenant du titre, le HB Torshavn, ne finit qu'à la 4e place, à 4 points du KI.

## Les 10 clubs participants
| - IF Sumba - KÍ Klaksvík - B68 Toftir - GI Gota - NSI Runavik | - VB/Sumba Vagur - HB Tórshavn - B71 Sandoy - Promu de 2.Deild - IF Fuglafjordur - B36 Tórshavn |

## Compétition

### Classement
Le barème de points servant à établir le classement est modifié à partir de cette saison. Il se décompose ainsi :
- Victoire : 3 points
- Match nul : 1 point
- Défaite : 0 point

| Rang | Équipe          | Pts | J  | G  | N | P  | Bp | Bc | Diff |
| ---- | --------------- | --- | -- | -- | - | -- | -- | -- | ---- |
| 1    | KÍ Klaksvík (C) | 41  | 18 | 13 | 2 | 3  | 38 | 19 | +19  |
| 2    | GI Gota         | 39  | 18 | 12 | 3 | 3  | 46 | 24 | +22  |
| 3    | B36 Tórshavn    | 38  | 18 | 12 | 2 | 4  | 52 | 22 | +30  |
| 4    | HB Torshavn (T) | 37  | 18 | 11 | 4 | 3  | 41 | 16 | +25  |
| 5    | NSI Runavik     | 23  | 18 | 6  | 5 | 7  | 25 | 26 | -1   |
| 6    | VB Vagur        | 21  | 18 | 6  | 3 | 9  | 19 | 27 | -8   |
| 7    | B68 Toftir      | 18  | 18 | 5  | 3 | 9  | 22 | 41 | -19  |
| 8    | B71 Sandoy (P)  | 14  | 18 | 3  | 5 | 10 | 26 | 45 | -19  |
| 9    | IF Sumba        | 11  | 18 | 2  | 5 | 11 | 22 | 43 | -21  |
| 10   | IF Fuglafjordur | 10  | 18 | 2  | 4 | 12 | 20 | 48 | -28  |

|  | Qualification pour la Ligue des champions 2000-2001                                              |
|  | Qualification pour la Coupe UEFA 2000-2001                                                       |
|  | Qualification pour la Coupe Intertoto 2000                                                       |
|  | Participation au barrage de promotion-relégation                                                 |
|  | Relégation en 2. Deild                                                                           |
|  | (T) Tenant du titre (C) Vainqueur de la Coupe des îles Féroé (P) Club promu de deuxième division |

### Matchs

#### Barrage de promotion-relégation
Le 9e de 1. Deild, l'IF Sumba, affronte le vice-champion de 2. Deild, le LIF Leirvik, lors d'un barrage disputé sous forme de rencontres aller-retour, afin d'obtenir une place parmi l'élite pour la saison prochaine. Chaque équipe gagne son match à domicile; grâce à sa victoire 5-0 au match retour, l'IF Sumba se maintient parmi l'élite.
| Équipe 1               | Résultat | Équipe 2            | Aller | Retour |
| ---------------------- | -------- | ------------------- | ----- | ------ |
| LIF Leirvik (2. Deild) | 2 - 6    | IF Sumba (1. Deild) | 2 - 1 | 0 - 5  |

## Bilan de la saison
| Championnat des îles Féroé de football 1999                 |                         |
| Champion                                                    | KÍ Klaksvík (17e titre) |
| Coupes et trophées                                          |                         |
| Vainqueur de la Coupe des îles Féroé 1999                   | KÍ Klaksvík             |
| Qualifications continentales                                |                         |
| Ligue des champions 2000-2001 Premier tour de qualification | KÍ Klaksvík             |
| Coupe UEFA 2000-2001 Tour préliminaire                      | B36 Tórshavn            |
| Coupe UEFA 2000-2001 Tour préliminaire                      | GI Gota                 |
| Coupe Intertoto 2000 Premier tour                           | HB Torshavn             |
| Promotions et relégations                                   |                         |
| Promus en 1. Deild                                          | FS Vagar                |
| Relégués en 2. Deild                                        | IF Fuglafjordur         |